# Pulverturm (Arnstadt)

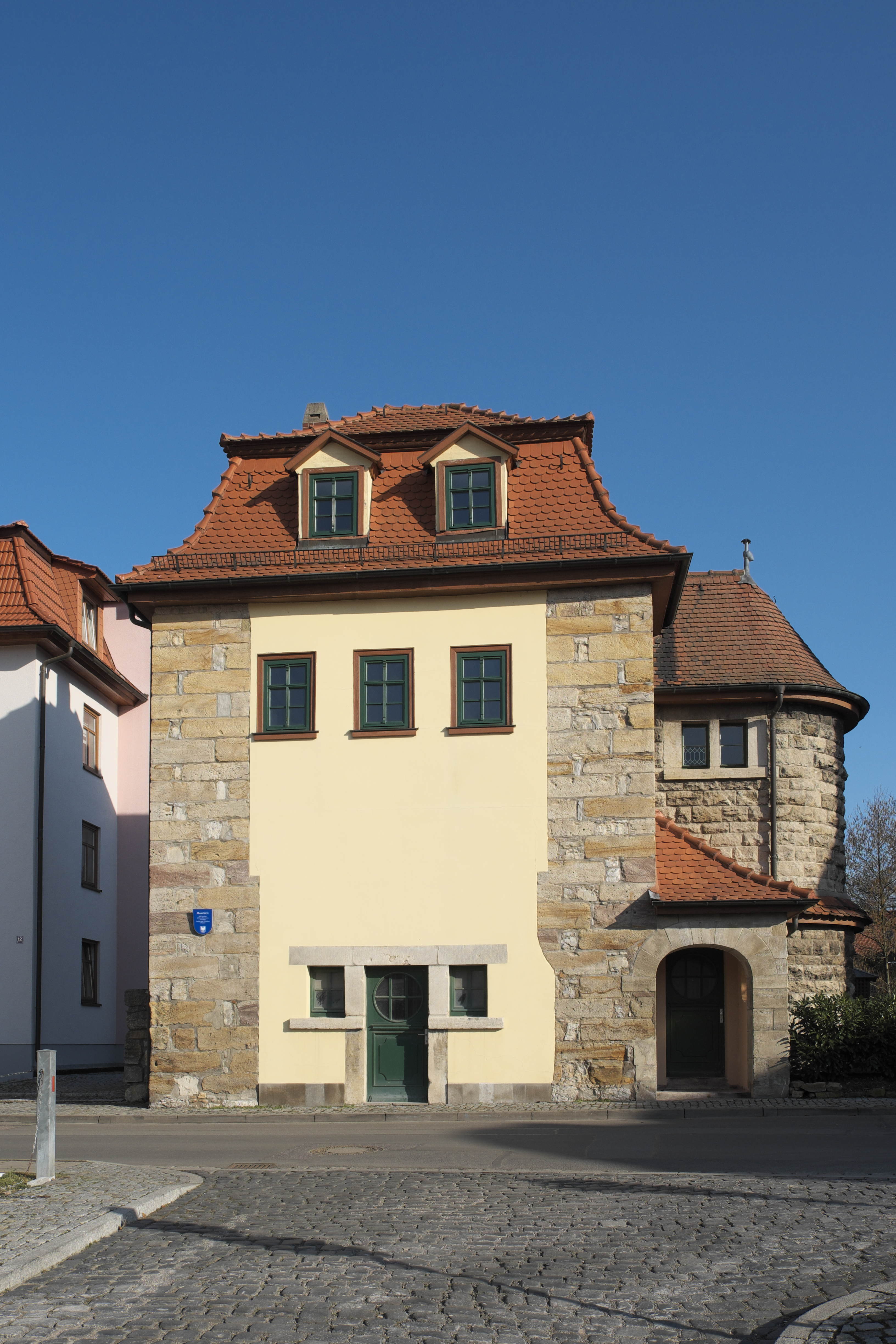
Pulverturm Arnstadt (2015)

Der Pulverturm ist ein Wehrturm der mittelalterlichen Stadtbefestigung von Arnstadt in Thüringen.

## Geschichte
Neben den Tortürmen von Riedtor und Neutor gab es auch weitere typische Elemente von Stadtbefestigungsanlagen wie Türme, Mauern und Pforten in Arnstadt. Ein Überrest solcher Anlagen ist der zum Wohnhaus umgebaute Stadtmauerturm an der Riedmauer, der Pulverturm genannt wird. Der ehemalige Schalenturm entstand vermutlich um das Jahr 1330, also in der Zeit, in der die Stadtmauer auch hierher gezogen wurde. Erstmals erwähnt wurde er im Jahr 1429. In den Jahren 1912 und 1913 erfolgte der Umbau zum Wohnhaus. Der Name Pulverturm deutet darauf hin, dass der Turm bereits zu dieser Zeit als Pulvermagazin ausgebaut wurde. Das Baudenkmal steht mit seiner Adresse Riedmauer 14 in der Liste der Kulturdenkmale in Arnstadt. Der Turm besitzt ein Mansarddach mit Dachgauben. Einzelne Elemente des Umbaus sind dem Neobarock und Jugendstil zuzuordnen.